# Edwin Valencia
Edwin Armando Valencia Rodríguez (ur. 29 marca 1985) – kolumbijski piłkarz grający na pozycji pomocnika. Obecnie jest zawodnikiem Fluminense FC.